# Piccola spadix
Piccola spadix är en mångfotingart som först beskrevs av Carl Graf Attems 1937.  Piccola spadix ingår i släktet Piccola och familjen orangeridubbelfotingar. Inga underarter finns listade i Catalogue of Life.